# Álvaro Fernández Armero
Álvaro Fernández Armero (Madrid, 6 de marzo de 1969) es un director de cine y guionista español.

## Biografía
Estudió Filosofía y posteriormente se formó en distintos campos de la cinematografía.
Su comienzo en la dirección con el cortometraje El columpio lanzó súbitamente su carrera. Interpretado por dos actores, entonces casi desconocidos, Ariadna Gil y Coque Malla, está rodado en una sola localización, el metro de Madrid. Las voces en off de los protagonistas y sus furtivas miradas consiguen, en nueve minutos, construir una historia con la que cualquiera podría identificarse: la misteriosa atracción por un desconocido en el andén del metro.
Tras sorprender con su primer trabajo, Fernández Armero retoma la comedia con Todo es mentira, en 1994, con la que es nominado al Premio Goya al Mejor Director Novel. Vuelve a contar con su actor fetiche, Coque Malla, en esta ocasión acompañado por Penélope Cruz. En el reparto se encontraban algunas de las promesas más destacadas del cine español, además de los protagonistas, Ariadna Gil, Jordi Mollá o Gustavo Salmerón, entre otros.
En su siguiente largometraje, Brujas (1996), Álvaro Fernández Armero vuelve a contar con Penélope Cruz, acompañada por Ana Álvarez, Neus Asensi y Beatriz Carvajal. Dos años después Coque Malla interpreta el protagonista de Nada en la nevera, con una casi debutante María Esteve, formando una de las parejas más cómicas y entrañables del cine español.
En 2000, Fernández Armero reúne de nuevo a las jóvenes estrellas nacionales en El arte de morir, un registro que le aleja de la comedia para adentrarse en el mundo del suspense. En esta ocasión el guion lo firman Curro Royo y Juan Vicente Pozuelo. Con esta película consigue el Gran Premio de Plata del Festival Internacional de Cine Fantástico de Bruselas. En los papeles protagonistas, se encuentran nombres destacados como María Esteve, Fele Martínez, Lucía Jiménez, Elsa Pataky, Adriá Collado, Gustavo Salmerón o Sergio Peris-Mencheta.
Con El juego de la verdad (2004), guion que escribe junto al director y guionista Roberto Santiago, Álvaro Fernández Armero recupera la comedia romántica, acompañado por Tristán Ulloa, Natalia Verbeke, María Esteve y Óscar Jaenada. Tras esta película dirige el documental Ángel Nieto: 12+1 (2005), sobre la vida del famoso motociclista, y la comedia futbolística Salir pitando (2007), escrita junto a Juan Cavestany y protagonizada por Guillermo Toledo, Javier Gutiérrez, Antonio de la Torre y Nathalie Poza.
El fracaso en taquilla de Salir pitando, unido a la difícil situación económica del país, provocó que pasaran siete años, en los que Fernández Amero se centró en la dirección de series de televisión, hasta que en febrero de 2014 pudo comenzar el rodaje de Las ovejas no pierden el tren, película en la que, a través de situaciones cotidianas y reconocibles, habla de los problemas de pareja, de la dificultad de lidiar con la propia familia, y del caprichoso destino. Se trata de una comedia coral escrita por él mismo y protagonizada por Miguel Rellán, Raúl Arévalo, Candela Peña, Inma Cuesta, Alberto San Juan, Irene Escolar, Kiti Mánver, Jorge Bosch, Pilar Castro, Alicia Rubio, Álex Martínez, Ruth Armas, Petra Martínez.

## Premios
- Premio César Agüí de Periodismo por el documental Ángel Nieto: 12+1.
- Goya al Mejor Cortometraje de Ficción en la VII edición de los Premios Goya (1992) por su primera película El columpio.

## Filmografía como guionista y director
Cine
| Año  | Película                                    |
| ---- | ------------------------------------------- |
| 2025 | Los Muértimer                               |
| 2023 | Ocho apellidos marroquís                    |
| 2021 | A mil kilómetros de la Navidad              |
| 2019 | Si yo fuera rico                            |
| 2014 | Las ovejas no pierden el tren               |
| 2007 | Salir pitando                               |
| 2005 | Ángel Nieto: 12+1                           |
| 2004 | El juego de la verdad                       |
| 2000 | El arte de morir (Solo director)            |
| 1998 | Nada en la nevera                           |
| 1996 | Brujas                                      |
| 1995 | Dile a Laura que la quiero (Solo guionista) |
| 1995 | El columpio                                 |
| 1994 | Todo es mentira                             |

## Trabajo en televisión
Televisión
| Año         | Serie                        | cadena    |
| ----------- | ---------------------------- | --------- |
| 2007 - 2008 | El síndrome de Ulises        | Antena 3  |
| 2009 - 2011 | Doctor Mateo                 | Antena 3  |
| 2010        | Alfonso, el príncipe maldito | Telecinco |
| 2012 - 2014 | Con el culo al aire          | Antena 3  |
| 2015        | Algo que celebrar            | Antena 3  |
| 2016 - 2017 | Allí abajo                   | Antena 3  |
| 2017 - 2020 | Vergüenza                    | Movistar+ |
| 2020        | Diarios de la cuarentena     | La 1      |
| 2021 - ¿?   | HIT                          | La 1      |

## Trabajo como productor
Productor del cortometraje La aventura de Rosa, de Ángela Armero.